# Anna Lewandowska
Anna Maria Lewandowska (nacida como Anna Maria Stachurska; Łódź, 7 de septiembre de 1988) es una deportista polaca, competidora de kárate y representante de Polonia en karate tradicional; especialista en alimentación, motivadora y entrenadora. Múltiple medallista de Campeonatos Mundiales, Europeos y Polacos. Presidenta del Special Olympics Polonia y propietaria de la marca Foods by Ann.

## Infancia
Nació el 7 de septiembre de 1988 en Lodz, hija de Maria Stachurska (figurinista y productora) y Bogdan Stachurski (cámara).

## Carrera deportiva
Cuando tenía 13 años se inscribió en el club KK Pruszków, donde empezó a entrenar karate. La inspiraban su tío Paweł Krzywański (medallista múltiple de campeonatos internacionales de karate) y su hija Katarzyna (campeona del mundo, Europa y Polonia en kata individual).
Anna ganó su primera medalla en 2005, ocupando el segundo lugar durante el Campeonato de Polonia en kumite individual en la categoría junior. Un año más tarde ganó la medalla de bronce en los Campeonatos de Europa en 2006 en la categoría de cadetes. Tres años más tarde ganó la medalla de oro del Campeonato de Europa en la categoría absoluta . Ganó la medalla de bronce en equipo en el Campeonato Mundial del 2008. 
En 2011 terminó el CE con una medalla de bronce en la competencia "fuku-go". Un año más tarde, obtuvo el segundo resultado durante los mundiales del "kata" en equipo. El mismo año ganó la medalla de oro, plata y bronce durante el campeonato polaco. Durante los Campeonatos de Europa en 2013, añadió medallas en oro y plata por su actuación individual. En 2014, Lewandowska ganó el bronce durante el campeonato polaco y culminó su carrera ganando el bronce durante el Campeonato Mundial en la competencia "ko-go kumite". A lo largo de su carrera deportiva, ha ganado 38 medallas en campeonatos polacos, europeos y mundiales. Anna se graduó de la Universidad de Educación Física en Varsovia.

## Proyectos deportivos
Desde 2013 escribe su blog Healthy Plan by Ann, donde con su equipo brinda consejos nutricionales y deportivos. El 22 de octubre de 2014, la deportista publicó su primer libro "Vive de sano y activo con Anna Lewandowska” (Żyj zdrowo i aktywnie z Anną Lewandowską), en el cual anima a los lectores a cambiar sus hábitos alimenticios, compartiendo sus recetas originales y series de ejercicios. En 2015, publicó una edición ampliada de este libro y dos DVD con ejercicios: "Karate Cardio Training" y "Karate Cardio Military Training". En abril de 2016 apareció en el mercado otro DVD con ejercicios: "7 entrenamientos de 15 minutos" . En junio del mismo año otro libro "Cocina saludable por Ann" apareció en las librerías; tres meses más tarde publicó la versión extendida. En 2017 la deportista lanzó un DVD con ejercicios para mujeres embarazadas "Healthy Mom By Ann" y un libro "Healthy mom. Guía para madre sana”.
En 2016 creó la marca Foods by Ann dedicada a la producción de tapas saludables, como barritas energéticas; más tarde se amplió la oferta con 25 productos como: suplementos, batidos, muesli, mantequillas y aceites orgánicos, y accesorios de cocina y deportivos.
En agosto de 2016, fue elegida oficialmente como Presidenta de Special Olympics Poland. La tarea principal de la organización y su presidente es organizar entrenamiento y competiciones deportivas para personas con discapacidades intelectuales y apoyo a los jugadores y sus familias.

## Palmarés[12]

### Campeonato mundial
en categoría senior:.
Medallas de bronce (2008 kata en equipo y 2014 ko-go kumite), medalla de plata (2012, kata en equipo).

### Campeonato europeo
en categoría junior: medallas de bronce (2006 kata individual y 2007 fuku-go).
en categoría senior: medallas de oro (2009 fuku-go y 2013 en-bu mist), medalla de plata (2013 ko-go kumite), medalla de bronce (2011 fuku-go).

### Campeonato polaco
en categoría junior: medallas de oro (2007 ko-go kumite y 2009 kata individual, fuku-go y ko-go kumite),  medallas de plata (2005 kumite individual, 2006 kata individual, 2007 kata individual y 2008 kata individual y fuku-go,), medallas de bronce (2005 kata individual, 2006 ko-go kumite y 2007 fuku-go).
en categoría senior: medallas de oro (2012 ko-go kumite y 2013 en-bu mikst), medallas de plata (2008 fuku-go, 2009 fuku-go y ko-go kumite, 2010 fuku-go y 2012 en-bu mikst), medallas de bronce (2007 fuku-go, 2011 fuku-go, kata individual y en-bu mikst, 2012 fuku-go y kumite individual, 2013 ko-go kumite y fuku-go, y 2014 ko-go kumite.

## Vida privada
En 2007 Anna conoció a su futuro esposo Robert Lewandowski, durante un campamento deportivo. Se casaron el 22 de junio de 2013. El 6 de diciembre de 2016 después de marcar un gol, Robert mostró al público que la pareja iba a tener un hijo. Su hija Klara nació en mayo de 2017.

### Beneficencia
Anna y su esposo Robert participan en campañas de caridad, pero en la mayoría de los casos lo hacen en forma anónima. Durante años se han involucrado en la acción de "Noble Parcel", que consiste en preparar un paquete de Navidad para las familias necesitadas. También ayudaron a muchos niños gravemente enfermos. En 2016, una deportista donó todos sus ingresos del entrenamiento de medio millar de personas para la Casa de Mujeres Solteras y Madres con Niños en Gdańsk-Wrzeszcz.